# Clube de Futebol Os Belenenses
Il Clube de Futebol Os Belenenses, meglio noto come Belenenses, è una società polisportiva portoghese con sede nella città di Lisbona, nella freguesia di Belém. Fondato nel 1919, il club è noto a livello internazionale principalmente per la sua sezione calcistica, che milita nella Terceira Liga, la terza divisione del campionato portoghese. 
Nella sua storia ha vinto un titolo portoghese (1945-1946) e tre Coppe di Portogallo (1941-1942, 1959-1960, 1988-1989). Si trova al quinto posto nella classifica per numero di partecipazioni e nella classifica perpetua del campionato portoghese di prima divisione, del quale è, insieme al Boavista, una delle sole due squadre vincitrici diverse dalle tre grandi (Os Três Grandes) del calcio lusitano (Benfica, Porto e Sporting Lisbona). 
Gioca le partite casalinghe all'Estádio do Restelo, impianto da 19 856 posti a sedere. I colori sociali sono il blu e il bianco.

## Storia
Nella sua storia ha vinto quattro volte il titolo nazionale, tre delle quali prima della creazione del campionato a girone unico, e tre coppe del Portogallo. Il nome significa "abitanti di Belém", quartiere della capitale dove ha sede il club.
Nella stagione 2005-2006 è retrocessa in Liga de Honra, ma è stata ripescata dopo essersi appellata contro il Gil Vicente, retrocesso in seconda serie dalla corte federale.
Nella stagione 2008-2009 la squadra si è classificata quindicesima, ma non è retrocessa a causa dei problemi finanziari dell'Estrela Amadora, che ha preso il suo posto in Liga de Honra. È comunque retrocessa l'anno successivo, nel 2009-2010.
Il 13 aprile 2013, vincendo 3-1 in casa dello Sporting B, ha conquistato la matematica certezza della vittoria del torneo cadetto portoghese, due settimane dopo aver conquistato la promozione in Primeira Liga 2013-2014.
Nel 1999 creò la sua propria sportiva per azioni (SAD) per gestire la sua sezione di calcio professionistico. Nel 2012 al seguito di alcuni problemi finanziari i membri del club decisero di cedere il 51% della SAD a Codecity, un investitore esterno guidato da Rui Pedro Soares. Contestualmente venne stipulato un accordo per garantire all'Os Belenenses alcuni poteri speciali come il diritto di veto su determinate decisioni e il potere di riacquisto delle azioni appena cedute. Fu inoltre concordato un protocollo per regolamentare le relazioni fra le due entità, con il club che avrebbe mantenuto il 10% delle azioni della SAD.
Negli anni seguenti Codecity risolse unilateralmente l'accordo precedentemente stipulato lamentando violazioni contrattuali da parte del club. Nel 2017 il TAS di Losanna ritenne valido l'annullamento dell'accordo impedendo al club il riacquisto del 51% delle azioni precedentemente cedute ponendo di fatto fine al controllo della propria sezione calcistica.
Mentre aumentavano le tensioni fra club e SAD, nel 2018 scadde il protocollo che regolamentava i loro rapporti, interrompendo qualsiasi relazione fra le parti. Ciò includeva l'utilizzo dell'Estádio do Restelo che rimase di proprietà del club originario. Il 1º luglio 2018 nacque ufficialmente il Belenenses SAD come squadra di calcio autonoma, affiliata all'Associazione calcistica di Lisbona con numero di matricola 1198 (la matricola dell'Os Belenenses era 64). I successi storici come il Campionato 1945-1946 e le 3 Taça de Portugal rimasero invece di proprietà del club, che nel frattempo aveva creato una nuova squadra di calcio propria iscritta alla sesta serie portoghese, che conservò anche nome originario e stemma.

## Strutture

### Stadio
I primi spazi di allenamento e gioco del Belenses poco dopo la sua fondazione furono (per un brevissimo periodo) le cosiddette Terras do Desembargador, a Belém. Poco dopo si ebbe lo spostamento in un terreno nei pressi della Praça Afonso de Albuquerque. Il successo di pubblico inaspettato determinò un nuovo spostamento in un'area non lontana, ovvero in Rua Vieira Portuense, in un campo posto dinanzi all'edificio dove era insediata la prima sede del club (come ricordato da una targa presso il civico 48). Questo nuovo campo venne chiamato Campo do Pau de Fio, in allusione al palo del telegrafo situato nelle vicinanze. La necessità di avere spazi più adeguati tuttavia indusse il club a giocare le sue partite presso lo Stadio do Lumiar. In seguito alla direttiva della Associação de Futebol de Lisboa che vietava a club proprietari di campi da calcio di affittare ad altri club le proprie strutture per incontri di campionato, il Belenenses decise di dotarsi di uno stadio di proprietà.
Questa nuova struttura era il cosiddetto Campo das Salésias, in Rua Alexandre de Sá Pinto, inaugurato il 29 gennaio 1928 in occasione di una partita, valevole per il Campeonato de Lisboa, disputata con il Carcavelinhos Football Clube. A causa di debiti legati alla costruzione della struttura e assunti con il comune di Lisbona, lo stadio passò sotto il controllo di quest'ultimo. Successivamente, grazie al supporto di soci e finanziatori, il club rientrò in possesso dello stadio, che venne migliorato con tribune in cemento armato nel 1931, una novità per l'epoca. Lo stadio venne rinominato nel 1937 Estádio José Manuel Soares in omaggio a José Manuel Soares Louro, giocatore del Belenenses e della nazionale portoghese, precocemente scomparso nel 1931. L'Estádio José Manuel Soares era, sul finire degli anni 30, la casa della selezione portoghese (fino all'inaugurazione dello Stadio nazionale di Jamor nel 1944), e venne inoltre utilizzato per disputare la prima finale della coppa nazionale, la Taça de Portugal 1938-1939. Lo stadio venne chiuso nel 1956 in seguito alla scelta del comune di Lisbona di urbanizzare l'area. Tuttavia dopo decenni di abbandono dopo lavori di riqualificazione è stato re-inaugurato nel 2016 ed è attualmente utilizzato come struttura di allenamento per le giovanili.
La prima squadra gioca le partite casalinghe presso l'Estádio do Restelo, sito nel quartiere di Belém, a Lisbona. Inaugurato il 23 settembre 1956, poteva contenere 44 000 spettatori, ma la sua capienza è stata progressivamente ridotta sino agli attuali 30 000 circa, dei quali 22 000 a sedere.
Il record di presenze risale ad una sfida di campionato contro il Benfica, nel 1975, con 60 000 spettatori.

## Allenatori
- Cândido de Oliveira (1937-1938)
- Lippo Hertzka (1939-1940)
- Alejandro Scopelli (1939-1941)
- Sándor Peics (1943-1944)
- Alejandro Scopelli (1947-1948)
- Artur Quaresma (1948-1949)
- Sándor Peics (1950-1951)
- Fernando Vaz (1951-1953)
- Fernando Riera (1954-1957)
- Helenio Herrera (1957-1958)
- Fernando Vaz (1958-1959)
- Otto Glória (1959-1961)
- Fernando Vaz (1962-1964)
- Ángel Zubieta (1964)
- Franz Fuchs (1964-1965)
- Ángel Zubieta (1968-1969)
- Mário Wilson (1968-1970)
- Alejandro Scopelli (1972-1974)
- Júlio Amador (1979)
- Juca (1979-1980)
- Artur Jorge (1981)
- Nelo Vingada (1981-1982)
- Júlio Amador (1982)
- Félix Mourinho (1982-1983)
- Jimmy Melia (1983-1986)
- Marinho Peres (1988-1989)
- John Mortimore (1988-1989)
- Hristo Mladenov (1989)
- Antônio Lopes (1990)
- Abel Braga (1992-1993)
- José Romão (1993-1994)
- João Alves (1994-1996)
- Stojčo Mladenov (1997)
- Manuel Cajuda (1997-1998)
- Vítor Oliveira (1998-2000)
- Marinho Peres (2000-2003)
- Manuel José (2003)
- Vladislav Bogićević (2003-2004)
- Augusto Inácio (2004)
- Carlos Carvalhal (2004-2005)
- José Couceiro (2005-2006)
- Jorge Jesus (2006-2008)
- Casemiro Mior (2008)
- Jaime Pacheco (Oct 2008-2009)
- Rui Jorge (2009)
- João Carlos Pereira (2009)
- António Conceição (2009-2000)
- Baltemar Brito (2010)
- Rui Gregório (2010)
- Filgueira (2010)
- José Mota (2010-2012)
- Marco Paulo (2012)
- Marco Paulo (2012)
- Mitchell van der Gaag (2012–2013)
- Marco Paulo (2013-2014)
- Lito Vidigal (2014-2015)
- Jorge Simão (2015)
- Ricardo Sá Pinto (2015)
- Julio Velázquez (2015-2016)
- Quim Machado (2016-2017)
- Domingos Paciência (2017-2018)
- Silas (2018)
- Nuno Oliveira (2018-)

## Calciatori

### Capocannonieri del campionato
- 1952-1953  Matateu (29 reti)
- 1954-1955  Matateu (32 reti)
- 2005-2006  Albert Meyong (23 reti)

## Palmarès

### Competizioni nazionali
- Campionato portoghese: 1

1945-1946
- Coppa del Portogallo: 3

1941-1942, 1959-1960, 1988-1989
- Campeonato de Portugal 3

1927, 1929, 1933
- Segunda Divisão: 1

1983-1984
- Segunda Liga: 1

2012-2013
- AF Lisboa 1ª Divisão Série 2

2018-2019

### Competizioni internazionali
- Coppa Intertoto: 1

1975

### Competizioni regionali
- Campeonato de Lisboa: 6

1925-1926, 1928-1929, 1929-1930, 1930-1931, 1943-1944, 1945-1946
- Taça de Honra: 9

1943-1944, 1945-1946, 1959-1960, 1960-1961, 1969-1970, 1975-1976, 1989-1990, 1993-1994

### Competizioni giovanili
- Campeonato Nacional de Juniores: 1

1946-1947
- Campeonato Nacional de Iniciados: 1

1975-1976

### Altri piazzamenti
- Campeonato de Lisboa:

Secondo posto: 1919-1920, 1924-1925, 1926-1927, 1930-1931, 1932-1933, 1938-1939
- Campionato portoghese:

Secondo posto: 1936-1937, 1954-1955, 1972-1973
Terzo posto: 1939-1940, 1940-1941, 1941-1942, 1942-1943, 1944-1945, 1947-1948, 1948-1949, 1952-1953, 1955-1956, 1956-1957, 1958-1959, 1959-1960, 1975-1976, 1987-1988
- Coppa del Portogallo:

Finalista: 1925-1926, 1931-1932, 1935-1936, 1939-1940, 1940-1941, 1947-1948, 1963-1964, 1985-1986, 2006-2007
Semifinalista: 1930, 1937, 1950-1951, 1953-1954, 1955-1956, 1960-1961, 1961-1962, 1962-1963, 1963-1964, 1969-1970, 1971-1972, 1974-1975, 1989-1990, 2003-2004, 2012-2013
- Supercoppa di Portogallo:

Finalista: 1989
- Segunda Liga:

Secondo posto: 1991-1992, 1998-1999
- Terceira Liga:

Secondo posto: 2022-2023

### Onorificenze
- Ordine di benemerenza della Croce rossa portoghese[5]
- Benemérito da Cruz de Malta[5]
- Medaglia d'oro della Città di Lisbona[5]

## Statistiche e record

### Partecipazione ai campionati
Dalla stagione 1934-1935 il club ha ottenuto le seguenti partecipazioni ai campionati nazionali:
| Livello | Categoria                  | Partecipazioni | Debutto   | Ultima stagione | Totale |
| ------- | -------------------------- | -------------- | --------- | --------------- | ------ |
| 1º      | Primeira Liga Experimental | 4              | 1934-1935 | 1937-1938       | 77     |
| 1º      | Primeira Divisão           | 57             | 1938-1939 | 1997-1998       | 77     |
| 1º      | Primeira Liga              | 16             | 1999-2000 | 2017-2018       | 77     |
| 2º      | Segunda Divisão            | 4              | 1982-1983 | 1998-1999       | 8      |
| 2º      | Segunda Liga               | 4              | 2010-2011 | 2023-2024       | 8      |
| 3º      | Terceira Liga              | 1              | 2022-2023 | 2022-2023       | 1      |
| 4º      | AF Lisboa 1ª Divisão       | 1              | 2020-2021 | 2020-2021       | 2      |
| 4º      | Campeonato de Portugal     | 1              | 2021-2022 | 2021-2022       | 2      |
| 5º      | AF Lisboa 2ª Divisão       | 1              | 2019-2020 | 2019-2020       | 1      |
| 6º      | AF Lisboa 1ª Divisão       | 1              | 2018-2019 | 2018-2019       | 1      |

### Partecipazione alle coppe europee
Il club ha ottenuto le seguenti partecipazioni ai tornei internazionali:
| Categoria                     | Partecipazioni | Debutto   | Ultima stagione |
| ----------------------------- | -------------- | --------- | --------------- |
| Coppa delle Coppe             | 1              | 1989-1990 | 1989-1990       |
| Coppa UEFA/UEFA Europa League | 6              | 1973-1974 | 2015-2016       |
| Coppa Intertoto               | 1              | 2002      | 2002            |

### Statistiche individuali
I giocatori con più presenze nelle competizioni europee sono Hugo Ventura, Rubén Pinto e Fábio Sturgeon a quota 10, mentre il miglior marcatore è Carlos Martins con 2 gol.

### Statistiche di squadra
A livello internazionale la miglior vittoria è per 2-1, ottenuta contro l'IFK Göteborg nel terzo turno preliminare della UEFA Europa League 2015-2016 e contro il Basilea nella fase a gruppi della stessa manifestazione; qui è avvenuta anche la peggior sconfitta, il 4-0 subito contro la Fiorentina.

## Organico delle precedenti stagioni

### Rosa 2023-2024
| N. |                       | Ruolo | Calciatore         |
| -- | --------------------- | ----- | ------------------ |
| 2  | Portogallo (bandiera) | D     | João Machado       |
| 3  | Brasile (bandiera)    | D     | Fabão              |
| 4  | Portogallo (bandiera) | D     | Alex Figueiredo    |
| 5  | Portogallo (bandiera) | D     | Tiago Gonçalves    |
| 6  | Portogallo (bandiera) | C     | Filipe Chaby       |
| 8  | Portogallo (bandiera) | C     | Dany Tavares       |
| 9  | Portogallo (bandiera) | A     | Ricardo Matos      |
| 10 | Portogallo (bandiera) | C     | Miguel Tavares     |
| 11 | Portogallo (bandiera) | C     | Midana Sambú       |
| 12 | Brasile (bandiera)    | C     | Felipe Dini        |
| 13 | Portogallo (bandiera) | C     | André Serra        |
| 14 | Portogallo (bandiera) | P     | Guilherme Oliveira |
| 16 | Argentina (bandiera)  | C     | Chapi              |
| 18 | Malta (bandiera)      | D     | Cain Attard        |
| 19 | Portogallo (bandiera) | C     | Duarte Valente     |

| N. |                       | Ruolo | Calciatore     |
| -- | --------------------- | ----- | -------------- |
| 20 | Portogallo (bandiera) | C     | Mica           |
| 21 | Camerun (bandiera)    | C     | Rúben Pina     |
| 22 | Portogallo (bandiera) | P     | David Grilo    |
| 23 | Portogallo (bandiera) | C     | Xavi           |
| 25 | Portogallo (bandiera) | C     | Pedro Carvalho |
| 28 | Portogallo (bandiera) | C     | Hélio Cruz     |
| 33 | Portogallo (bandiera) | D     | Rui Correia    |
| 34 | Portogallo (bandiera) | D     | Tiago Ilori    |
| 37 | Nigeria (bandiera)    | D     | Chima Akas     |
| 48 | Portogallo (bandiera) | D     | Tiago Manso    |
| 75 | Portogallo (bandiera) | D     | Tiago Carriço  |
| 77 | Senegal (bandiera)    | C     | Moha Keita     |
| 87 | Portogallo (bandiera) | A     | Zequinha       |
| 99 | Brasile (bandiera)    | A     | Maxuel         |

### Rosa 2022-2023
| N. |                        | Ruolo | Calciatore        |
| -- | ---------------------- | ----- | ----------------- |
| 1  | Portogallo (bandiera)  | P     | Gonçalo Tabuaço   |
| 3  | Paesi Bassi (bandiera) | D     | Luca van der Gaag |
| 4  | Portogallo (bandiera)  | D     | Nuno Tomás        |
| 5  | Brasile (bandiera)     | D     | Henrique          |
| 6  | Portogallo (bandiera)  | C     | Braima            |
| 7  | Portogallo (bandiera)  | C     | Cisco Teixeira    |
| 8  | Sudafrica (bandiera)   | C     | Yaya Sithole      |
| 10 | Stati Uniti (bandiera) | A     | Brian Saramago    |
| 11 | Brasile (bandiera)     | C     | Jefferson         |
| 14 | Paesi Bassi (bandiera) | D     | Danny Henriques   |
| 16 | Portogallo (bandiera)  | C     | Rúben Oliveira    |
| 17 | Portogallo (bandiera)  | C     | Diogo Tavares     |
| 19 | Portogallo (bandiera)  | C     | Tomás Castro      |

| N. |                         | Ruolo | Calciatore     |
| -- | ----------------------- | ----- | -------------- |
| 20 | Camerun (bandiera)      | C     | Nego Tembeng   |
| 22 | Portogallo (bandiera)   | D     | Martim Coxixo  |
| 23 | Portogallo (bandiera)   | C     | Edgar Pacheco  |
| 27 | Nigeria (bandiera)      | D     | Chima Akas     |
| 28 | Portogallo (bandiera)   | C     | Samuel Lobato  |
| 30 | Brasile (bandiera)      | C     | Patrick        |
| 35 | Capo Verde (bandiera)   | A     | Tiago Lopes    |
| 42 | Portogallo (bandiera)   | A     | António Montez |
| 44 | Burkina Faso (bandiera) | D     | Trova Boni     |
| 77 | Capo Verde (bandiera)   | D     | Jójó           |
| 90 | Capo Verde (bandiera)   | P     | Dylan Silva    |
| 98 | Portogallo (bandiera)   | A     | Kikas          |
| 99 | Portogallo (bandiera)   | D     | Álvaro Ramalho |

### Rosa 2021-2022
| N. |                          | Ruolo | Calciatore        |
| -- | ------------------------ | ----- | ----------------- |
| 1  | Portogallo (bandiera)    | P     | Luiz Felipe       |
| 2  | Portogallo (bandiera)    | D     | Diogo Calila      |
| 3  | Paesi Bassi (bandiera)   | D     | Luca van der Gaag |
| 5  | Portogallo (bandiera)    | D     | Nilton            |
| 7  | Portogallo (bandiera)    | C     | Pedro Nuno        |
| 8  | Sudafrica (bandiera)     | C     | Yaya Sithole      |
| 10 | Portogallo (bandiera)    | C     | Afonso Sousa      |
| 11 | Serbia (bandiera)        | C     | Andrija Luković   |
| 13 | Capo Verde (bandiera)    | D     | Jójó              |
| 14 | Portogallo (bandiera)    | D     | Danny Henriques   |
| 15 | Portogallo (bandiera)    | A     | Luís Mota         |
| 16 | Angola (bandiera)        | C     | César Sousa       |
| 17 | Portogallo (bandiera)    | D     | Carraça           |
| 18 | Senegal (bandiera)       | A     | Alioune Ndour     |
| 19 | Portogallo (bandiera)    | C     | Cisco Teixeira    |
| 20 | Portogallo (bandiera)    | C     | Rafa Santos       |
| 21 | Sudafrica (bandiera)     | C     | Thibang Phete     |
| 25 | Brasile (bandiera)       | A     | Alisson Safira    |
| 27 | Nigeria (bandiera)       | D     | Chima Akas        |
| 29 | Guinea-Bissau (bandiera) | A     | Abel Camará       |

| N. |                         | Ruolo | Calciatore          |
| -- | ----------------------- | ----- | ------------------- |
| 30 | Brasile (bandiera)      | C     | Sandro              |
| 31 | Portogallo (bandiera)   | P     | João Monteiro       |
| 32 | Portogallo (bandiera)   | D     | Yohan Tavares       |
| 33 | Burkina Faso (bandiera) | D     | Trova Boni          |
| 64 | Portogallo (bandiera)   | C     | Rafael Camacho      |
| 77 | Senegal (bandiera)      | C     | Yves Baraye         |
| 88 | Portogallo (bandiera)   | C     | Licá                |
| 99 | Portogallo (bandiera)   | P     | Álvaro Ramalho      |
|    | Portogallo (bandiera)   | C     | Afonso Taira        |
|    | Colombia (bandiera)     | A     | Mateo Cassierra     |
|    | Paesi Bassi (bandiera)  | C     | Jordan van der Gaag |
|    | Portogallo (bandiera)   | C     | Gonçalo Agrelos     |
|    | Portogallo (bandiera)   | D     | Tomás Ribeiro       |
|    | Portogallo (bandiera)   | C     | Christian Marques   |
|    | Portogallo (bandiera)   | C     | Tomás Castro        |
|    | Brasile (bandiera)      | D     | Eduardo Kau         |
|    | Portogallo (bandiera)   | C     | António Montez      |
|    | Portogallo (bandiera)   | D     | Henrique Pires      |
|    | Portogallo (bandiera)   | D     | André Lopes         |
|    | Portogallo (bandiera)   | C     | Braima              |

## Pallacanestro
La sezione di pallacanestro ha vinto il titolo nazionale in due occasioni e due volte la Taça de Portugal.

## Rugby
La sezione di rugby del club si è laureata campione del Portogallo nel 1955-1956, 1957-1958, 1962-1963, 1972-1973, 1974-1975, 2002-2003 e 2007-2008. Inoltre, si è aggiudicata la coppa nazionale nel 1959, 1964 e 2001 e la supercoppa nel 2001, 2003 e 2005.

## Calcio a 5
Il Belenenses tra le attività svolge anche quella di calcio a 5, la sua formazione disputa la prima divisione del campionato nazionale portoghese, al termine della stagione 2006-2007 si è classificata settima, partecipando ai playoff per il titolo. Ha vinto la Taça de Portugal nel 2009-2010.